# Norman Hunter (Fußballspieler)
Norman Hunter (* 29. Oktober 1943 in Gateshead; † 17. April 2020 in Leeds) war ein englischer Fußballspieler. Er war sowohl Mitglied der Mannschaft von Leeds United der 1960er und 1970er Jahre als auch im Kader der Weltmeistermannschaft von England bei der WM 1966 im eigenen Land und bei der WM 1970 in Mexiko.

## Sportlicher Werdegang

### Weltmeister, Messepokalsieger und erste Meisterschaft (1962–1970)
Als ursprünglicher Angriffsspieler entwickelte sich Hunter in Leeds zu einem guten zentralen Abwehrspieler und trug das Trikot mit der Nummer 6 in vierzehn erfolgreichen, kontroversen und ereignisreichen Jahren für den Verein, dem er sich im Alter von fünfzehn Jahren angeschlossen hatte, nachdem er bei einem Amateurspiel entdeckt wurde und nach seiner Verpflichtung den gewünschten Beruf als Elektromonteur aufgab.
Hunter gab im Jahr 1962 seinen Einstand in der ersten Mannschaft von Leeds und verblieb für den Rest der Saison in der Mannschaft, wobei er in einer Verteidigungsreihe mit Jack Charlton stand, die in dieser Form noch ein gesamtes Jahrzehnt bestehen sollte. Hunter erarbeitete sich einen Ruf mit einer aggressiven und körperbetonten Spielweise, obwohl er auch über eine große technische Fertigkeit verfügte, ballsicher agierte und darüber hinaus über einen überdurchschnittlich guten Schuss mit dem linken Fuß verfügte.
Leeds stieg 1964 als Meister der Second Division auf und verpasste im anschließenden Jahr das Double aus Meisterschaft und FA Cup nur knapp. In der First Division wurde Leeds von Manchester United nur aufgrund einer schlechten Tordifferenz auf den zweiten Platz verwiesen und im Finale des FA Cups unterlag Leeds dem FC Liverpool mit 1:2, obwohl Hunter in diesem Spiel mit einem Pass auf Billy Bremner den Treffer von Leeds vorbereiten konnte.
Hunter debütierte im Jahr 1965 in der englischen Nationalmannschaft, aber die bewährte Reihe von Charlton und Bobby Moore sollte die Ambitionen Hunters auf den Status eines Ergänzungsspielers limitieren, so dass er insgesamt auf vergleichsweise wenige 28 Länderspiele kam und auch bei der Weltmeisterschaft im eigenen Land, obwohl im Kader, nicht zum Einsatz kam – erst im Juni 2009 erhielt er eine Siegermedaille und durfte sich offiziell „Weltmeister“ nennen.
Leeds absolvierte die weiteren Jahre in den 60ern stets in der oberen Tabellenregion und schloss eine Saison nie schlechter als auf dem vierten Platz ab. Hunter gewann 1968 mit dem Ligapokal seinen ersten Titel mit Leeds und fügte den europäischen Messepokal im weiteren Verlauf der Saison hinzu. Im Viertelfinale der Europameisterschaft erzielte er am 6. Mai 1968 beim Rückspiel in Madrid beim 2:1-Erfolg der Ramsey-Schützlinge in der 82. Spielminute den Siegtreffer. Er spielte auch im Juni 1968 in der Endrunde in Italien gegen Jugoslawien (0:1) und am 8. Juni in Rom im Spiel um Platz drei gegen die UdSSR (2:0). Mit Nobby Stiles, Bobby Charlton und Martin Peters bildete er dabei das Mittelfeld. Im darauf folgenden Jahr gewann er seine erste englische Meisterschaft. 1970 verpasste er dann jedoch bei dem Versuch von Leeds, ein Tripel zu erringen, alle möglichen Titel.
Am letzten Spieltag verlor Leeds die Meisterschaft bei der Partie gegen den FC Everton, wurde zudem im Halbfinale des Europapokal der Landesmeister von Celtic Glasgow geschlagen und verlor zudem im Wiederholungsfinalspiel des FA Cups gegen den FC Chelsea. Hunter war in dieser Saison kurzzeitig verletzt, aber trotz seiner Bemühungen um die Fitness und die erlittenen sportlichen Enttäuschungen wurde er von Alf Ramsey in den Kader für die WM 1970 in Mexiko berufen. Dort kam er erst am 14. Juni 1970 in der mexikanischen Stadt Leon im WM-Viertelfinalspiel zwischen England und Deutschland (Endstand 2:3 (2:2, 1:0) nach Verlängerung) in der neunundsiebzigsten Spielminute für Martin Peters zum Einsatz.

### Die frühen 1970er (1970–1976)
In der Meisterschaft wurde Leeds 1971 wieder geschlagen, als der FC Arsenal mit einem 1:0 gegen Tottenham Hotspur den Titel gewinnen konnte, wobei eine Niederlage oder ein Unentschieden von Arsenal gleichbedeutend mit der Meisterschaft für Leeds United gewesen wäre. Im FA Cup wurde Leeds Opfer einer der größten sportlichen Sensationen, als sie dem Team von Colchester United in der fünften Runde mit 2:3 unterlagen. In diesem Spiel traf Hunter nach einem zwischenzeitlichen 0:3-Rückstand, aber die Aufholjagd sollte sich als zu spät erweisen. Im gleichen Jahr gewann Leeds dann aber den zweiten Messepokal.
Im Jahr 1972 konnte Leeds dann den FA Cup gewinnen und der Moment der Freunde bei Hunter wurde in einem der bekanntesten Fotos des englischen Fußballs festgehalten. Als Leeds erneut das Finale des Pokalwettbewerbs erreichte, stand der Verein dem Titelverteidiger FC Arsenal gegenüber. In einem knappen aber aktionsarmen Spiel erzielte Allan Clarke mit einem Flugkopfballtreffer in der zweiten Halbzeit nach einer Flanke von Mick Jones das 1:0 für Leeds United.
Aufgrund der defensiven Position von Hunter war er auf der anderen Seite des Spielfelds als das Tor erzielt wurde, da er sich, wie viele zentrale Abwehrspieler nur in Ausnahmesituationen in die Offensive einschaltete. Ein Fotograf, der hinter dem Tor von Leeds platziert war, nahm den Moment auf, als Hunter sich hoch in der Luft und mit sternförmig ausgebreiteten Armen und Beinen befand und das Tor bejubelte. Leeds konnte die 1:0-Führung verteidigen und konnte sich somit den Titel sichern. Nach Beendigung des Spiels betrat Hunter die königliche Ehrenloge dann zweifach, als er zum einen seine eigene Medaille entgegennahm und dann seinen an der Schulter verletzten Mannschaftskollegen Jones auf dem Weg zur Ehrung stütze.
Als Charlton im anschließenden Jahr zurücktrat, benötigte Hunter nach zehn Jahren einen neuen zentralen Defensivpartner an seiner Seite. Diese Rolle sollte dann sein langjähriger Teamkamerad Paul Madeley übernehmen und Leeds erreichte erneut zwei Finalspiele. Darunter fiel erneut der FA Cup und erstmals der Europapokal der Pokalsieger. Erneut endete die Saison mit einer Enttäuschung, als der FC Sunderland überraschend das Endspiel im englischen Pokal gewann und auch der AC Mailand in Griechenland Leeds besiegte. Dort erhielt Hunter spät in der Partie eine rote Karte, da er sich aufgrund eines nicht gegebenes Fouls gegen ihn zu einem Revanchefoul hinreißen ließ. Obwohl der Schiedsrichter aufgrund der insgesamt schwachen Leistung von der UEFA suspendiert wurde, änderte dies nichts an dem Ergebnis.
Der Platzverweis war, im Gegensatz zu der weitreichenden Annahme, eine Seltenheit für Hunter. Während seiner zu dieser Zeit zehnjährigen Profilaufbahn hatte er stets auch Methoden benutzt, die sich jenseits des Erlaubten befanden, um die Wirkung gegnerischer Angriffsspieler zu neutralisieren. In diesem Zusammenhang erhielt er von den eigenen Anhängern, Journalisten und Kommentatoren den Spitznamen Norman „Bites Yer Legs“ Hunter, der aber zumeist neckisch gemeint war. Im Vergleich zu seinem Mannschaftskapitän Billy Bremner und Mittelfeldspieler Johnny Giles, die in der Summe tückischere Fouls als Hunter begangen haben, stand er sogar in Sachen Härte deutlich dahinter. Er zog ein Tackling nie über eine gewisse Grenze hinaus durch, die ihn zu einem brutalen Spieler gemacht hätte. Zudem war er ein technisch begabterer Spieler, als ihm sein Ruf zugestanden hätte. Von den Profispielern erhielt er dann auch im Jahr 1974 die Auszeichnung zu Englands Fußballer des Jahres, die erstmals ausgelobt wurde.
Nur einige Monate bestritt Hunter das Länderspiel im Wembley-Stadion gegen Polen, das das letzte Qualifikationsspiel zur WM 1974 in Deutschland darstellte und England gewinnen musste. In dieser Partie sollte Hunter auch zur Mitte der zweiten Halbzeit eine wichtige Rolle spielen. Es stand in einem von England dominierten Spiel 0:0, wobei sich der polnische Torwart Jan Tomaszewski in sehr guter Form befand. Hunter verlor den Ball an der Seitenauslinie und ermöglichte der polnischen Mannschaft einen schnellen Gegenangriff, der zum 0:1 führte. Clarke konnte noch zum 1:1 per Elfmeter ausgleichen, aber am Ende verpasste England die Qualifikation zur Weltmeisterschaft. Ein weiteres berühmtes Foto aus Hunters Karriere zeigt, wie er von Bobby Moore, dessen Platz er eingenommen hatte, tröstend vom Spielfeld eskortiert wurde.
Hunter bekam in der anschließenden Saison mit Gordon McQueen einen neuen Defensivpartner und Nachfolger von Charlton. Leeds startete die Saison dabei in den ersten 29 Spielen ungeschlagen und gewann danach die englische Meisterschaft. Hunter war fünftmalig ununterbrochen in der Mannschaft und die Demission von Trainer Don Revie zur englischen Nationalmannschaft bedeutete, dass sich seine internationale Karriere auch 1975 fortsetzte, obwohl vermutet wurde, dass sein Fehler im Spiel gegen Polen das Ende bedeutete. Am Ende kam Hunter auf 28 Länderspiele.
Ebenfalls im Jahr 1975 erreichte Leeds erneut ein europäisches Finale, das der Verein jedoch erneut verlor. Im Landesmeisterwettbewerb gegen FC Bayern München unterlag Leeds mit 0:2. Diese Niederlage sollte gleichzeitig der Schlusspunkt einer äußerst erfolgreichen Zeit markieren, da Revie den Verein bereits verlassen hatte und die Mannschaft mittlerweile deutlich gealtert war. Hunter wurde zudem von der FA bestraft, nachdem er sich eine Schlägerei mit dem Angreifer von Derby County Francis Lee, der gleichzeitig auch Mannschaftskollege in der Nationalmannschaft war, lieferte und dafür erneut des Feldes verwiesen wurde.

### Letzte Spielerjahre und Trainerengagements (1976–1988)
Hunter spielte eine weitere Saison in Leeds, bevor er dann im Herbst 1976, zur gleichen Zeit wie Bremner, den Verein verließ und sich dann Bristol City anschloss. Dort spielte er zwei Jahre und kehrte dann nach Yorkshire zurück und war dort zunächst als Spieler, danach als Trainer, für den FC Barnsley aktiv. Er assistierte dann seinem früheren Mannschaftskollegen Johnny Giles bei West Bromwich Albion und hatte dann eine nur mäßig erfolgreiche Zeit als Trainer von Rotherham United. In den 1980er-Jahren schloss sich Hunter in Leeds einem Trainergespann von altgedienten Spielern an (in Zusammenarbeit mit Clarke, Eddie Gray und Bremner), wurde jedoch wieder bei der Ankunft von Howard Wilkinson aussortiert, der den Verein umorganisierte. Danach entschied sich Hunter dafür, den Fußballsport komplett zu verlassen und war fortan in der Sportgeschäft- und Versicherungsbranche aktiv.

### Nach dem Fußball (seit 1988)
Hunter arbeitete danach mehrere Jahre lang im Lokalradio für BBC Radio Leeds, wo er die Spiele von Leeds United zusammenfasste.
Er veröffentlichte im Jahr 2004 seine Autobiografie mit dem Titel Biting Talk. Er war seit 1968 mit seiner Frau Sue verheiratet.
Norman Hunter starb im April 2020 im Alter von 76 Jahren an den Folgen von COVID-19.

## Erfolge
- Weltmeister: 1966
- Messepokal-Sieger: 1968, 1971
- Englischer Meister: 1969, 1974
- FA-Cup-Sieger: 1972
- Ligapokal-Gewinner: 1968
- Charity-Shield-Gewinner: 1969